# Neochirosia nuda
Neochirosia nuda är en tvåvingeart som först beskrevs av Malloch 1922.  Neochirosia nuda ingår i släktet Neochirosia och familjen kolvflugor. Inga underarter finns listade i Catalogue of Life.